# Arcis-sur-Aube-i csata
Az Arcis-sur-Aube-i csata 1814. március 20–21-én Napóleon utolsó előtti csatája volt lemondása és elbai száműzetése előtt. (Az utolsó a Saint-Dizier-i ütközet volt). A Schwarzenberg herceg által vezetett, Napóleon csapatainál jóval nagyobb létszámú osztrák–bajor–orosz erők meghátrálásra kényszerítették a franciákat.

## Előzmények
Napóleon még azelőtt akarta megtámadni Schwarzenberg herceg erőit, még mielőtt azok egyesülhettek volna Blücher tábornagy seregével és kiépült volna az összeköttetés a két szövetséges haderő között a Marne fölött. Március 17-én a herceg két francia marsall (Oudinot és Macdonald) seregei felett is diadalmaskodott Troyes térségében. Ezen a napon elfoglalt egy átkelőt a Szajnán Nogent-nál, otthagyta elővédjét és száz kilométerre megközelítette a francia fővárost. Hogy elkerülje annak lehetőségét, hogy az általa csak „csehországinak” nevezett hadsereg négy nap alatt Párizs falainál legyen, a francia császár megpróbálkozott egy utolsó rohammal. 
Napóleon merész megoldással Reimsből Arcis-sur-Aube-ba vonult, 50 kilométerrel ellenségeinek háta mögé. Mortier és Marmont marsallok hadseregét Fismes-ben és Reimsben hagyta, szemben Blücherrel. Ő maga Plancynál átkelt Aube-on és Méryhez vonult. Erről a pont kiindulva akart kitörni az ellenség háta mögül. De a hadmozdulat nem hatott megsemmisítő erővel, nem maradt észrevétlen, az ellenfél mindenről tudomást szerzett és sietve visszavonult.
Egy merész manőverrel a császár még egyszer megmentette Párizst. De ilyen mértékű fölénnyel szemben Napóleon sem érhetett el sikert. A császár új manőverrel próbálkozott a szövetségesek mögött.

## A csata
Március 20-án korán reggel Napóleon elindult Arcis-sur-Aube-ba. Azt hitte, hogy csak gyenge osztrák erőkkel kell számolnia, ezért kitört a Marne felé. 11 órakor Ney és Sébastiani tábornokok 20 000 fős erői megtámadták és elkeseredett küzdelemben kiűzték Wrede tábornok 43 000 fős haderejét Arcis városából. 
Délután egy órakor Napóleon megérkezett az Aube északi partján és átkelt a hídon. Elkeseredett lovassági küzdelem alakult ki késő délutántól estig. Az éjszaka folyamán Schwarzenberg magához tért, és csatarendbe állította 80 000 fős haderejét a franciákkal szemben. Az éjszaka folyamán a francia császár is kapott erősítést, a Császári Gárda egységeit, két lovas egységet és Oudinot 7. hadtestét, így 28 000 emberrel rendelkezett. Schwarzenberg csapdára gyanakodott, és nem is volt tisztában saját számbeli fölényével, ezért nem mert támadni március 21-én délután háromig. 
Ez az idő elegendőnek bizonyult arra, hogy Napóleon felmérje, hogy nagyobb erejű szövetséges haderővel áll szemben. Parancsot adott a francia főerőknek, hogy vonuljanak vissza az Aube mögé. Az Oudinot vezette francia utóvéd este hatig elkeseredett küzdelmet folytatott az osztrákokkal, majd visszavonta a seregét a folyó mögé. Az osztrákok nem erőltették a hátráló franciák üldözését, Ormes mellett a franciák erősítést kaptak.

## Következmények
Az ütközet a franciáknak 3000, a szövetségeseknek 4000 ember elvesztésébe került. Március 25-én a szövetségesek La-Fère-Champenoise-nál legyőzték Marmont és Mortier marsallok seregét, majd Meaux-nál egyesültek Blücher seregével.

## Fordítás
- Ez a szócikk részben vagy egészben  a   Battle of Arcis-sur-Aube című angol Wikipédia-szócikk fordításán alapul.  Az eredeti cikk szerkesztőit annak laptörténete sorolja fel. Ez a jelzés csupán a megfogalmazás eredetét és a szerzői jogokat jelzi, nem szolgál a cikkben szereplő információk forrásmegjelöléseként.